# 沼田有未
沼田 有未（ぬまた ともみ、11月3日 - ）は、日本の女性声優、舞台女優。東京都出身。KAMプロモーション所属だったが、2018年7月からフリーで活動している。

## 出演作品

### ゲーム
- 「妖怪憑依RPG　妖怪百姫たん！」燈台鬼/幣六役[3]

### ボイスドラマ
- サンカリヨン―少女寓話―　アーメピーヌ・マーレーン＝カントルーブ役[4]

### 舞台
- 演劇集団ラブドクロアート　第三回公演『ボーリングセメタリー』 墓守り役
- 演劇集団ラブドクロアート　第五回公演『天狗の鼻折れ』 最弱ディーラー役
- 多摩モノレール沿線市民ミュージカル　 第4回公演『Fantasia the浦島 2004』 浦島渚役
- 劇団荒野 第2回公演『沈める日』 後藤 役
- Island act.4『caffelatte』 富永晶 役
- Island act.5『物ノ怪異聞』 蒼月 役
- Island act.6『planets』 若沢幸恵 役
- Island act.7『Not Wedding But Wedding』東香織役
- Island act.7.5『Simple Emotion』 パキラ 役
- Buddy System 番外公演『トランス』 紅谷礼子 役
- Red Eye Films『The Skater』Heroine 役（声優）
- アドレナリン21 第19回公演 『枯れ草物語』 井川妙子 役
- THE TRICKTOPS Presents　『まちづくりproject 6月』 笹原江莉香 役
- Island act. 10.75　『小鳥遊さん、29歳、レズビアン』 四百刈彩役
- THE TRICKTOPS Presents　『まちづくりproject 8月・9月』 笹原江莉香役
- One Bill Bandit 6th play『HOME!!GAME!!RUN!!!!』堀田役
- THE TRICKTOPS Presents　『まちづくりproject 12月』 笹原江莉香役
- 「日本演劇連盟」 第一回本公演「ロング　スロー　ディスタンス」出演
- 「TEAM花時。」企画プロデュース公演第三弾『東京梨畑～炎のアルゼンチンタンゴ～』出演
- 「演劇ユニット やさしい味わい」 #2「ワンマン・ショー」出演
- 「日本演劇連盟 第二回本公演」　 「r」出演 2014年7月　putti vol.1「20140711-0713」出演
- 「演劇ユニット やさしい味わい」 #4「汚い月」出演

### ドラマ
- 日テレ「東京全力少女」出演

### 司会・朗読
- ジャズピアニストあさげ 『カラフルピアノコンサート』 司会・朗読
- 朗読劇「里見八犬伝」沼藺役
- 若葉の会Vol.1 ～「森浩美」を読む～ 「リリーフはいない」杏役/「おかあちゃんの口紅」靖子役
- 若葉の会Vol.1再演 ～「森浩美」を読む～ 「リリーフはいない」杏役/「おかあちゃんの口紅」靖子役
- 若葉の会Vol.2 ～「森浩美」を読む～ 「シッポの娘」ゆかり(妻)役/「最後のお便り」姉(典子)役
- 若葉の会Vol.4 ～「森浩美」を読む～ 「後出しジャンケン」主人公(あやめ)役”

### ラジオ
- 「かわさきエフエム」 「岡村洋一のシネマストリート」ゲスト出演
- 「FM小金井」 「わいわいランチパーク」火曜「石井卓真の小金井フレンドパーク」出演